# Claquettes
Cet article possède un paronyme, voir Claquette.
 (décembre 2019).
 (janvier 2024).

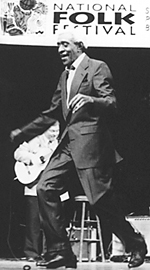
Le tap dancer américain Jimmy Slyde

Les claquettes (tap dance) sont un style de danse qui prend son origine au XIXème siècle aux Etats-Unis, issue de la fusion des danses percussives africaines, pratiquées par les esclaves afro-américains, et irlandaise (jig, reel), importées par les colons émigrants irlandais. Le nom de « claquettes » vient du son produit par des plaquettes de bois (en Irlande) ou de métal (en Amérique) fixés sur à la pointe et au talon des chaussures du danseur, ce qui fait de celui-ci un percussionniste, en même temps qu'un danseur.
Il existe deux grandes formes de claquettes : les claquettes rythmiques (ou jazz tap) et les claquettes de Broadway. Les claquettes de Broadway sont davantage axées sur la danse et sont fréquemment utilisées dans les comédies musicales. Les claquettes rythmiques, elles, mettent l’accent sur la musicalité et l'improvisation, les tap dancers improvisateurs se considèrent comme faisant partie de la tradition jazz.

## Histoire
Aux États-Unis, on invoque l'influence des esclavagistes qui, après avoir compris que les esclaves communiquaient entre eux grâce aux tam-tams, les leur confisquèrent ; la tap dance ferait ainsi partie de tous les moyens que trouvèrent les esclaves pour continuer à communiquer entre eux.[réf. nécessaire]
L'art des claquettes a commencé en Irlande. On dit que pour parler d'une vallée à une autre les paysans frappaient avec leurs chaussures sur des troncs de bois vide. Le style de danse -sean nós- (style ancien) est encore pratiqué actuellement par des danseurs de danse traditionnelle et donne lieu à des concours en solo.
Pour fuir la pauvreté (épidémie de la maladie de la pomme de terre, entre autres) les Irlandais durent émigrer en Europe mais surtout aux États-Unis, où de nouvelles influences façonnèrent le style irlandais pour l'amener au style des claquettes américaines pour lesquelles les semelles de chaussures de ville sont équipées de plaques de fer aux talons et aux pointes.

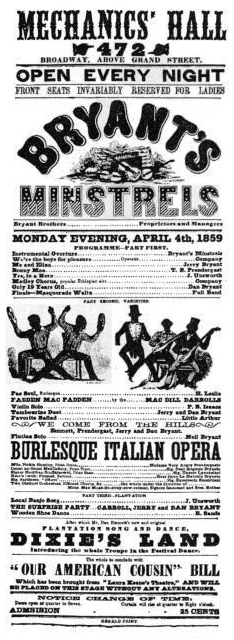
Détail d'une affiche pour Bryant's Mintrels, New York, 1859. Tap Roots: The Early History of Tap Dancing de Mark Knowles (2002)

Les claquettes américaines sont basées sur un mélange des syncopes de la musique et de la danse africaine avec la gigue irlandaise. À Manhattan, au XIXe siècle, les immigrants irlandais pauvres vont notamment habiter les logements insalubres du bidonville de Five Points dans le quartier de Sixth Ward, où résident déjà d'autres immigrés (Juifs, Italiens…) et une population noire. Les nombreuses salles de danse, notamment dans les sous-sols humides des habitations, réunissaient les Irlandais et les Afro-Américains. Des danseurs immigrants de groupes ethniques et culturels différents se rencontraient au cours de compétitions de danse et confrontaient leurs techniques. Avec le temps, les danses s'enrichirent les unes les autres. Le shuffle africain et la gigue irlandaise fusionnèrent pour aboutir aux claquettes telles que nous les connaissons aujourd'hui (tap dance) et qui font partie des disciplines officielles de la Fédération internationale de danse. Aussi, les musiques folkloriques irlandaises et écossaises ont produit des influences sur les spectacles de spectacles de minstrel. Cette fusion culturelle avait lieu à Five Points, dans des lieux comme le Almack's Dance Hall (aussi connu sous le nom de Pete Williams's Place) situé sur Orange Street (l'actuelle Baxter Street). Le terrain sur lequel la salle était construite est aujourd'hui occupé par le Columbus Park, où les premiers résidents de l'actuelle Chinatown s'étaient au départ établis.
Les claquettes se répandirent aux États-Unis à partir des années 1900 où elles constituaient la partie dansée des vaudevilles à Broadway. L'apparition du jazz dans les années 1920 les mit au premier plan, car le rythme de celui-ci s'adaptait naturellement à la danse à claquettes. À partir des années 1930, les claquettes firent leur apparition au cinéma où elles connurent leur apogée dans les années 1950 avec de grands danseurs comme Fred Astaire ou Gene Kelly, Ginger Rogers, Cyd Charisse et tant d'autres. Les styles se multiplièrent, par exemple : style très aérien de Fred Astaire, près du sol pour Gene Kelly, glissé pour Jimmy Slyde ou frotté sur sable comme Howard Sims.

## Galerie

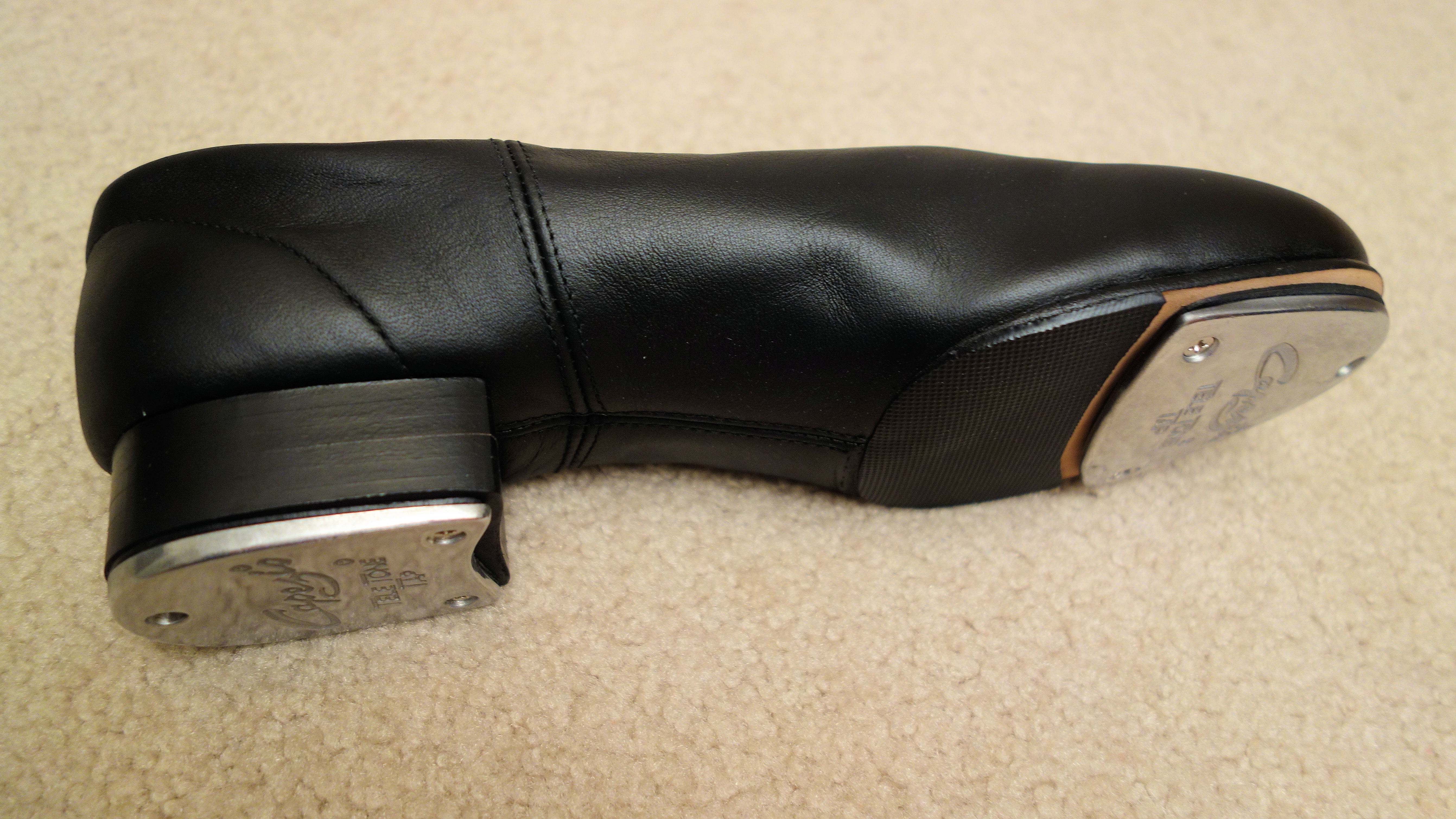
Vue latérale de la chaussure.
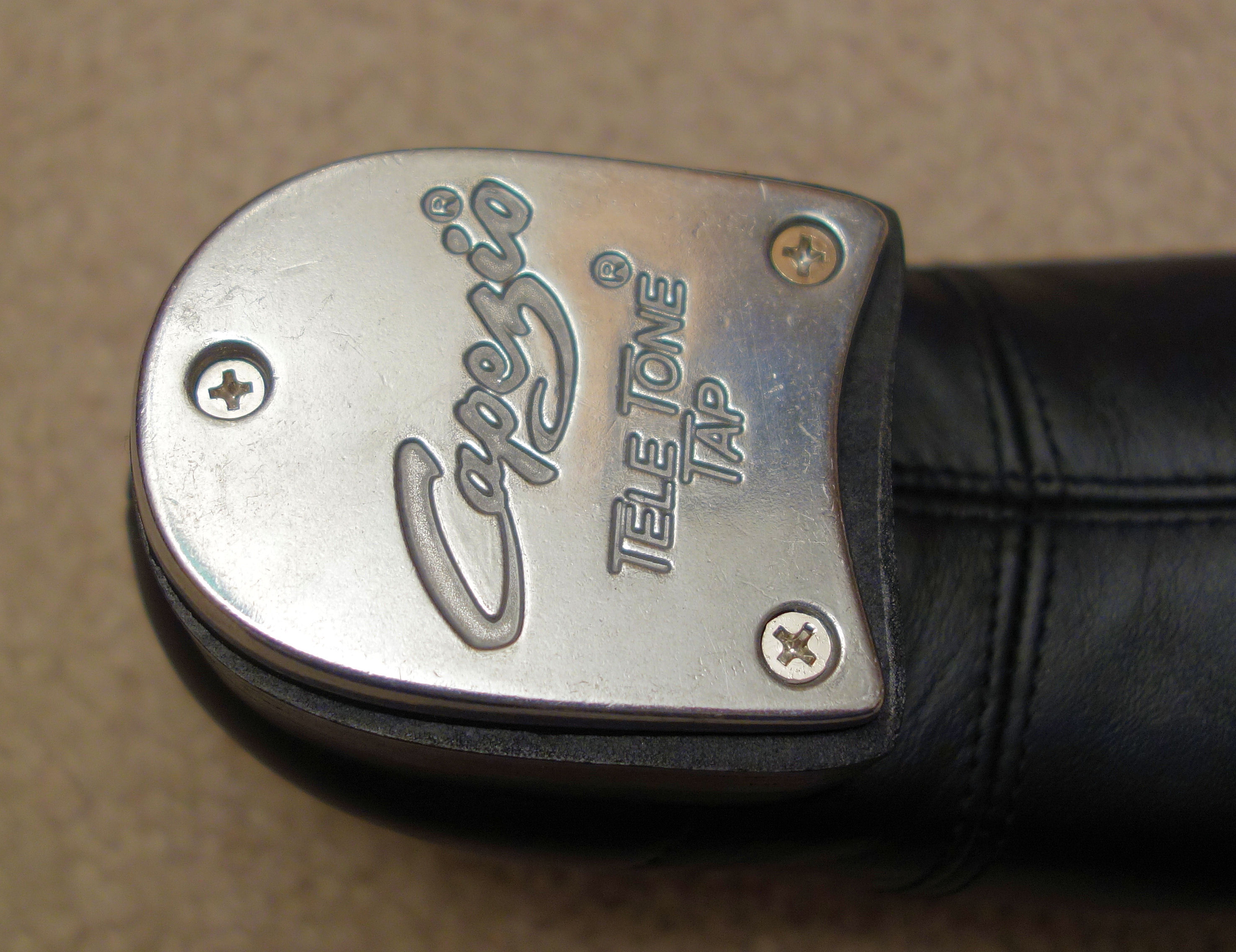
Pièce métallique sous le talon.
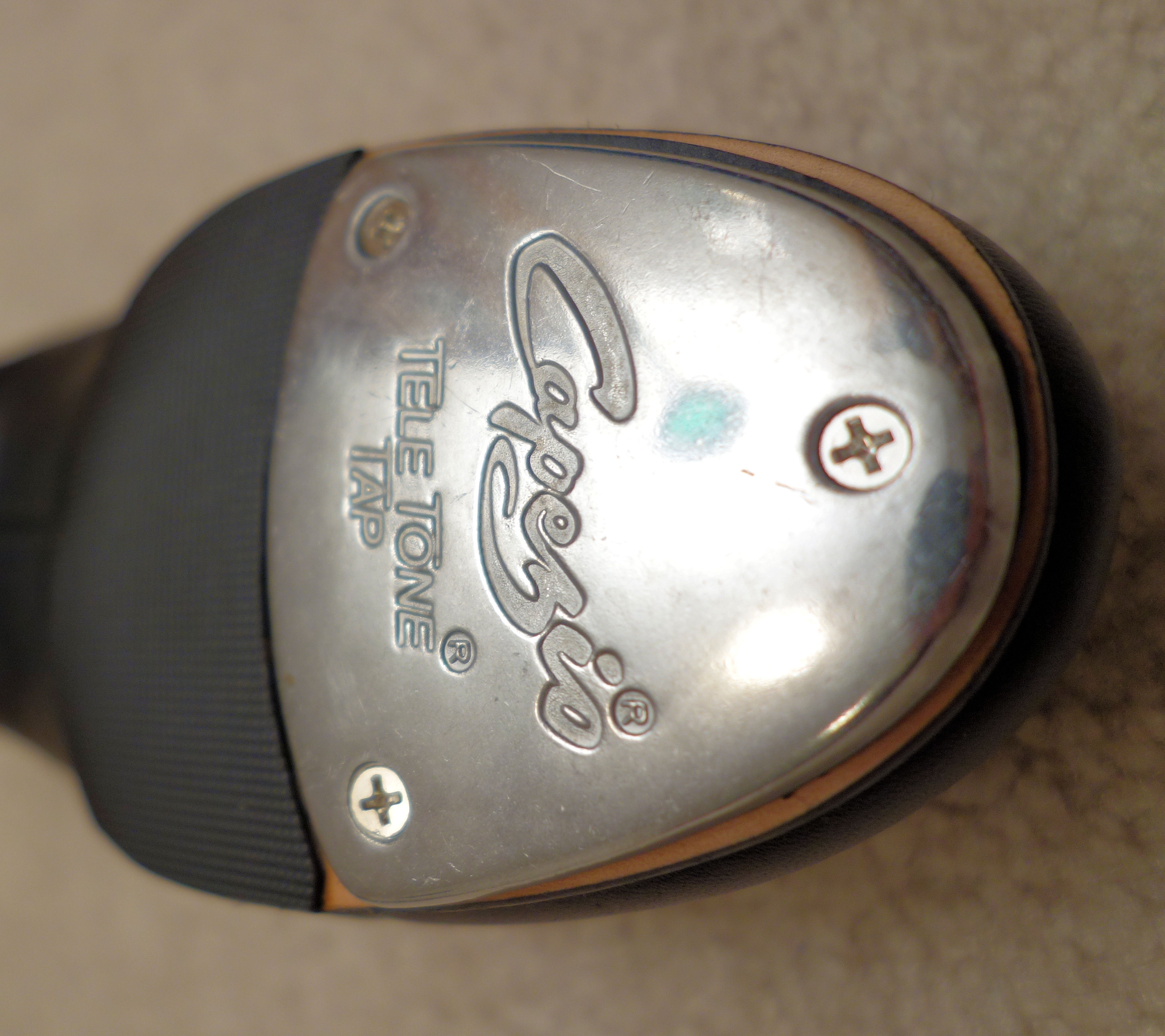
Pièce métallique sous les orteils.
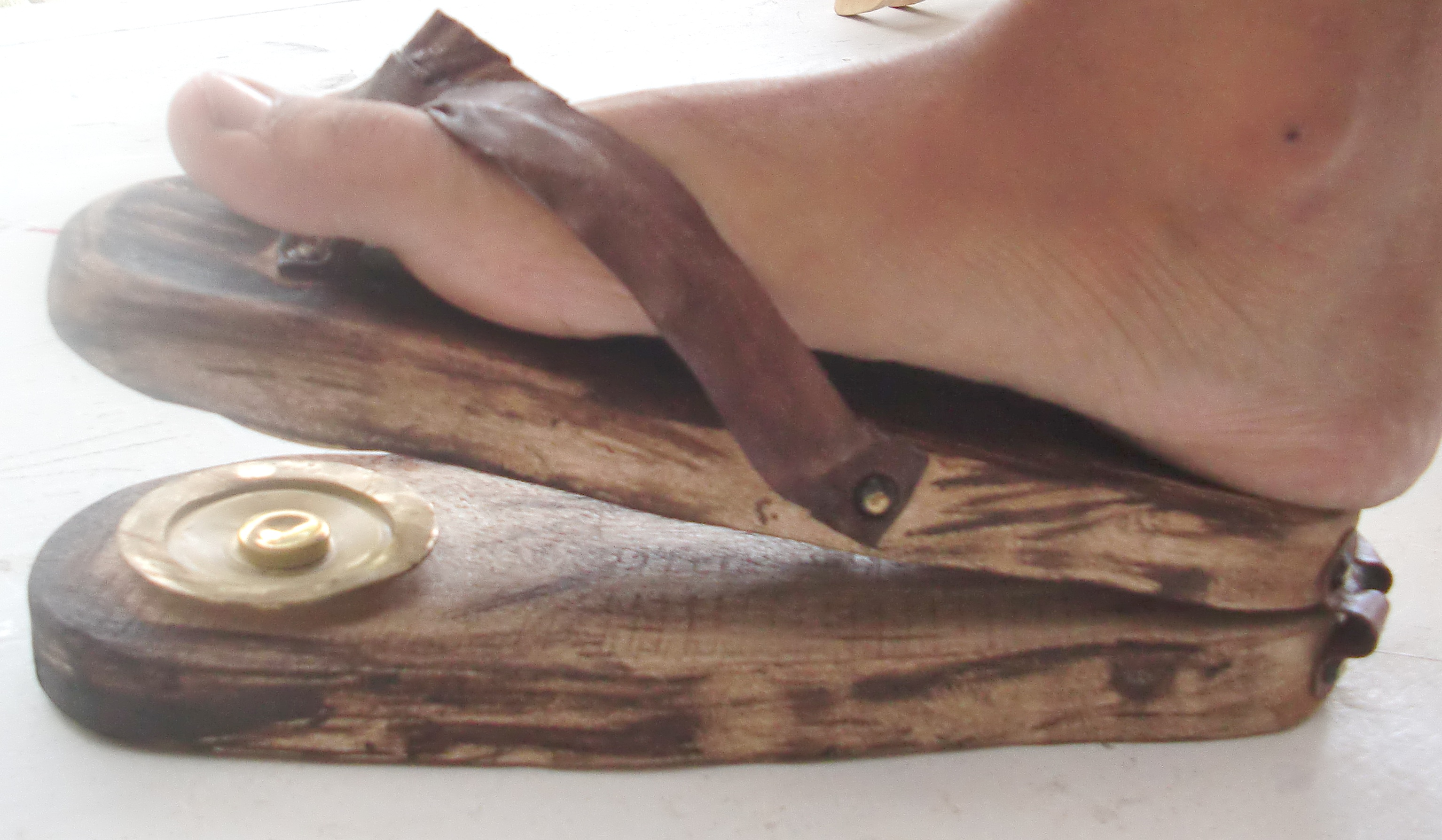
Scabellum, genre de claquette de l'antiquité romaine marquant le rythme.

## Terminologie des claquettes américaines
- Frappe de base à 1 son :
  - Clap : taper dans les mains
  - Snap : claquer des doigts
  - Tap/Touch : frappe sur la demi-pointe sans transfert du poids du corps
  - Step : frapper le sol avec la demi pointe avec l'appui du corps
  - Stomp : frapper le sol avec le pied à plat (sans l'appui du corps)
  - Stamp : frappe du pied à plat avec poids du corps
  - Brush : frappe brossée avant de la demi-pointe
  - Spank : frappe brossée arrière de la demi-pointe
  - Scuff : frappe brossée avant du talon
  - Chug : glissade du pied vers l'avant en frappant le talon
  - Hop : saut sur une jambe
  - Leap : saut en changeant de jambe
  - Toe : piquer la pointe du pied dans le sol, sans poids du corps
  - Toe Stand : piquer la pointe du pied dans le sol, avec poids du corps
  - Heel : taper le talon avec le poids du corps
  - Dig : frappe du talon dans le sol, demi pointe en l'air
  - Slide : glissade pied à plat
  - Pull back : brush arrière de la jambe de terre (frappe sautée)
  - Clik : frappe des talons entre eux ou des pointes entre elles
  - Pick : talon au sol, demi pointe levée, la demi pointe vient frapper le sol alors que la jambe se soulève.
- Frappe de base à 2 sons :
  - Ball change : changement de pied (step + step)
  - Shuffle : frappe d'un brush avant suivi d'un brush arrière (aller et retour)
  - Scuffle : frappe d'un scuff avant
  - Flap : frappe d'un tap suivi d'un step (se prononce « fe-lap »)
  - Wing : Jambe de terre qui frotte le sol vers l'extérieur, une frappe de la demi pointe sur le ramené.
- Frappe de base à 3 sons et plus :
  - Riffle : brush plus un heel vers l'avant suivi d'un spank
  - Cramp rolls : step (pied droit) step (pied gauche) heel (pied droit) heel (pied gauche) (4 sons)
  - Change Over Cramp Roll : step (pied droit) step (pied gauche) heel (pied gauche) heel (pied droit)
  - Paddles and Rolls : « dig pick step heel » enchainés pied droit pied gauche (4 sons)
  - Double Pull Back : pull back à droite, pull back à gauche step droit, step gauche (4 sons), possibilité d'inverser droite et gauche.

## Styles de claquettes irlandaises
- Hard shoes
- Sean Nos
- Step dancing
- Set dancing

## Claquettistes célèbres
XIXe siècle
- William Henri Lane alias Master Juba

1930-1950
- Nicholas Brothers
- Bill Robinson (aka Bojangles)
- Shirley Temple
- John W. Bubbles (en)
- Howard Sims
- Bunny Briggs (en)
- Henry Letang
- Steve Condos (en)
- Charles Coles (en)
- Vera Ellen
- Ruby Keeler
- Gene Kelly
- Jeni LeGon
- Ann Miller
- Donald O'Connor
- Eleanor Powell
- Rita Hayworth
- Betty Grable,
- Fred Astaire
- Ginger Rogers
- Roland Dupree

1950-1970
- Jimmy Slyde
- Arthur Duncan (en)
- Tommy Tune
- Sammy Davis
- Chuck Green
- Baby Laurence
- Lon Chaney

1970 à nos jours
- Brenda Bufalino (en)
- Dianne Walker
- Gregory Hines avec son frère Maurice Hines de Hines, Hines, and Dad[8]
- Ayodele Casel
- Max Pollak
- Chloe Arnold
- Kazunori Kumagai
- LaVaughn Robinson (en)
- Jason Samuels Smith[8]
- Joseph Wiggan[9]
- Cartier Williams
- Dormeshia Sumbry Edwards
- Michela Lerman
- Omar Edwards
- Michelle Dorrance
- Michael Flatley
- Savion Glover
- Sarah Reich (en)
- Heather Cornell[10]
- Aurélien Lehmann
- Fabien Ruiz
- Jean Pierre Cassel
- James Devine[11] Recordman du monde de claquettes irlandaises avec 38 pas de claquettes en une seconde.
- Benedict Devlin[12] Recordman du monde 191 clicks en 30 secondes en claquettes irlandaises
- Michael Gardiner
- Mattew Gardiner

## Spectacles et/ou groupes de claquettistes
- Riverdance
- Tap Dogs[13]
- Lord of the Dance
- Fers & Magnésium[14]
- Macadam Tap
- Martin's Tap Dance Company[15]
- Tap Factory[16]
- Baie en Joie[17]
- Jazz'n Tap[18]
- Los Vivancos

## Autres traditions similaires
- Argentine : le malambo
- Espagne : le flamenco
- Europe de l'est : claquettes tziganes, ukrainiennes, russes - à la croisée des percussions corporelles